# Battaglia di Zorndorf
La battaglia di Zorndorf fu un importante scontro combattuto il 25 agosto 1758 durante la guerra dei sette anni nei pressi del villaggio prussiano di Zorndorf (l'attuale Sarbinowo), tra l'esercito prussiano guidato dal re Federico il Grande e le truppe russe del generale Villim Fermor che avevano invaso la Prussia orientale e avevano raggiunto la linea dell'Oder. La battaglia, molto cruenta e accanita, si concluse con pesanti perdite per entrambe le parti e senza risultati decisivi. Federico, nonostante un'abile manovra aggirante, non raggiunse l'obiettivo di distruggere il nemico anche se i russi, che diedero prova di grande tenacia e resistenza, finirono dopo la battaglia per ripiegare in Polonia sgombrando i territori tedeschi conquistati.

## Situazione strategica
Nel gennaio 1758 l'esercito russo al comando del generale di origini anglosassoni conte Villim Fermor, che la zarina Elisabetta aveva nominato al posto del feldmaresciallo Stepan Apraksin con l'ordine di riprendere l'offensiva, diede inizio alle operazioni con una nuova invasione della Prussia Orientale, praticamente indifesa dopo la partenza delle truppe del generale Hans von Lehwaldt, richiamato per contrastare gli svedesi. Il 24 febbraio i russi entrarono a Königsberg dove iniziarono un metodico regime di occupazione, comportandosi correttamente con la popolazione tedesca e instaurando un'amministrazione russa. In marzo il generale Fermor riprese l'avanzata dirigendosi sulla Vistola dove organizzò una serie di depositi e di postazioni di rifornimento prima di continuare la marcia verso ovest; il 18 marzo venne costituito il quartier generale a Marienwerder e solo agli inizi di giugno i russi attraversarono la Vistola e marciarono, dopo aver superato anche il fiume Wartha a Langberg, nel territorio del Brandenburgo. Il generale Fermor era intenzionato a raggiungere Küstrin, l'importante piazzaforte sull'Oder che costituiva l'ultimo ostacolo naturale prima di Berlino. Il 15 agosto l'esercito russo raggiunse Küstrin e iniziò un potente bombardamento d'artiglieria della piazzaforte che tuttavia, difesa da una guarnigione, non si arrese, mentre all'esterno era presente un corpo di truppe prussiane al comando del generale Christoph zu Dohna, che aveva sostituito al comando delle scarse forze disponibili nei territori orientali il generale von Lehwaldt.

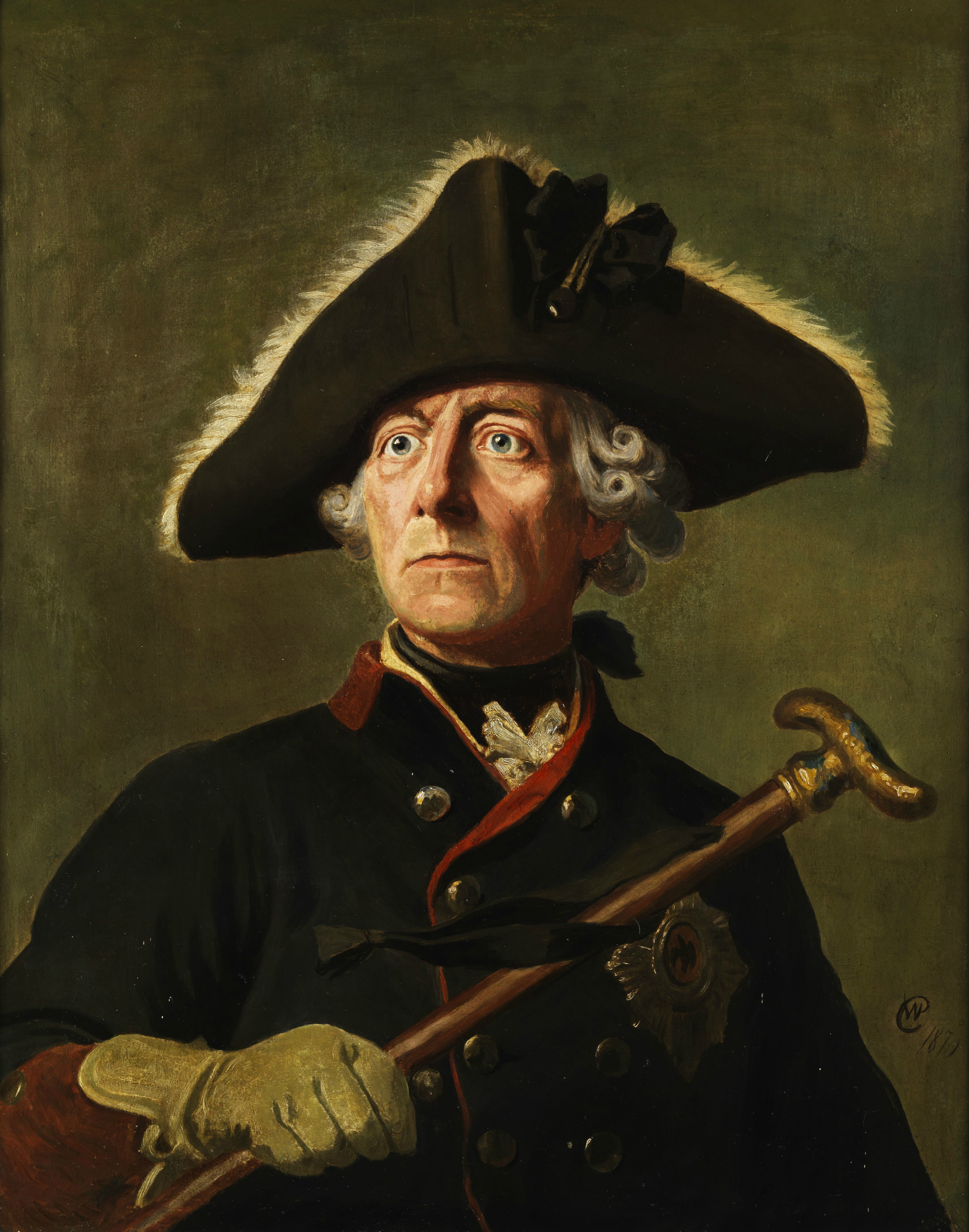
Il re di Prussia, Federico il Grande.

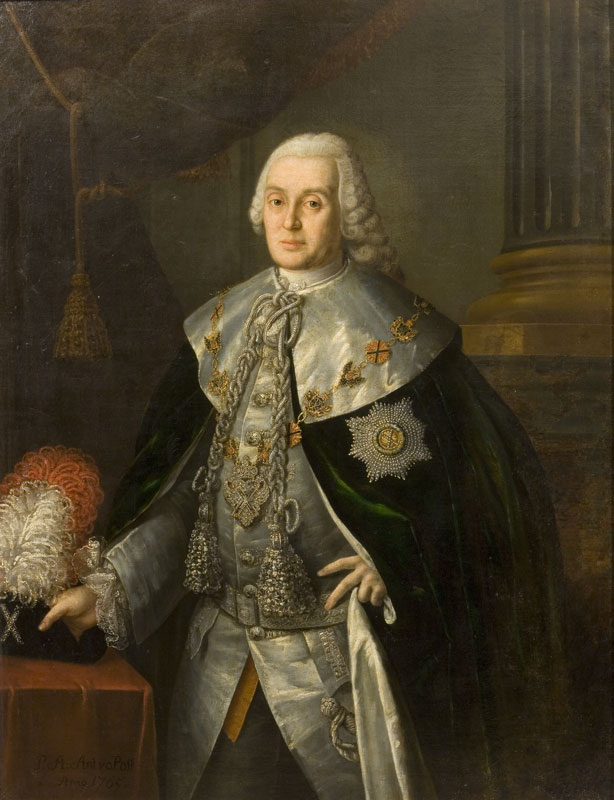
Il comandante in capo russo, generale Villim Fermor.

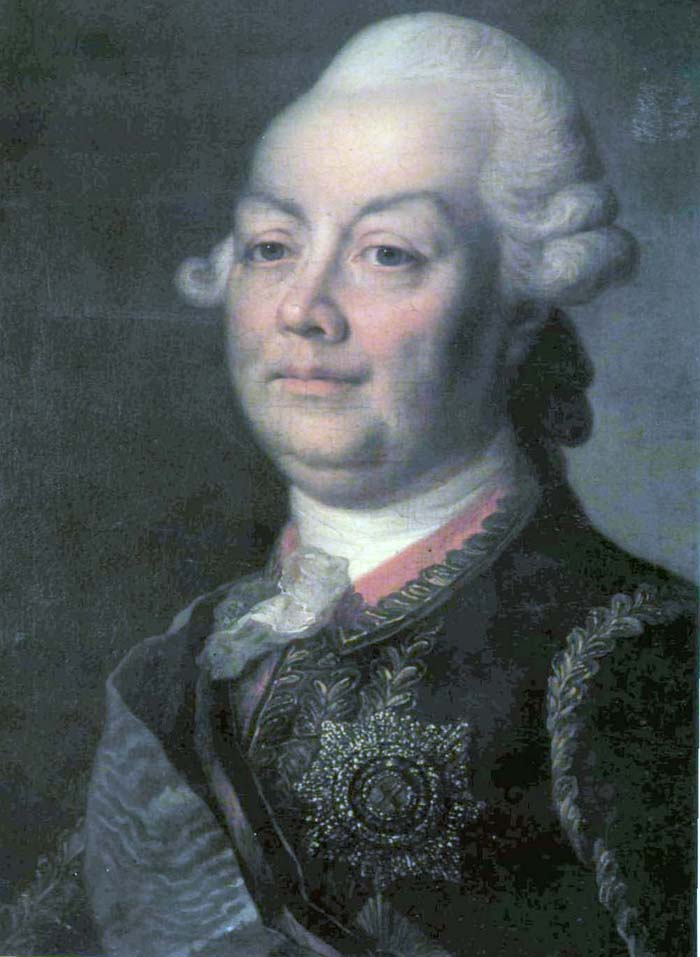
Il generale russo Pëtr Rumjantsev, futuro comandante favorito della zarina Caterina II di Russia.

Mentre i russi si avvicinavano pericolosamente e invadevano il Brandenburgo, Federico si trovava impegnato dalla prima settimana di luglio in Boemia per contrastare l'esercito austriaco al comando del feldmaresciallo Leopold von Daun; allertato dalle gravi notizie provenienti dalla Prussia orientale e dalla Polonia, il re decise di rinunciare ad attaccare von Daun ed il 26 luglio iniziò la marcia in direzione della Slesia. Il 30 luglio ordinò al generale zu Dohna di cercare di trattenere con il piccolo esercito i russi sull'Oder in attesa del suo arrivo e ai primi di agosto raggiunse Landeshut. Alla notizia che il feldmaresciallo von Daun invece di inseguirlo stava muovendo verso la Lusazia, Federico prese le sue decisioni definitive: lasciò per controllare gli austriaci una parte del suo esercito al comando del margravio Federico Carlo Alberto e l'11 agosto avanzò verso nord con 14 battaglioni e 32 squadroni per ricongiungersi con le forze del generale zu Dohna e affrontare i russi.
I due raggruppamenti prussiani si concentrarono il 21 agosto e Federico, che fin dal 10 agosto aveva scritto una lettera al fratello Enrico in cui elencava disposizioni e forniva consigli nel caso di sua morte sul campo, decise di ricercare subito la battaglia. Il re, consapevole della limitata disponibilità di tempo a sua disposizione per affrontare i russi prima che gli austriaci del feldmaresciallo von Daun e l'armata dei circoli si riunissero e invadessero la Sassonia, aveva bisogno di una rapida vittoria decisiva e quindi progettò di attraversare l'Oder e battersi con i russi di Fermor sulla riva destra del fiume.
Ritenendo pericoloso cercare di attraversare il fiume a Küstrin o a Schwedt dove erano schierati i russi, Federico progettò di effettuare il passaggio dell'Oder di sorpresa a Gustebiese, a valle di Küstrin, in un tratto pattugliato da piccoli gruppi di cosacchi. Nel frattempo il generale Fermor, allarmato dalle notizie dell'arrivo in forze dei prussiani guidati personalmente da Federico, aveva prontamente richiamato le truppe del generale Pëtr Rumjantsev, inviate in un primo tempo verso Stargard e le aveva schierate a Schwedt per presidiare quel tratto del fiume.
Il piano di operazioni di Federico inizialmente ebbe pieno successo; alle ore 22.00 del 22 agosto le truppe prussiane iniziarono la marcia di avvicinamento e al mattino del 23 agosto, dopo che i genieri ebbero completato un ponte sul fiume a Gustebiese, l'esercito attraversò senza opposizione l'Oder e in serata era completamente concentrato sulla riva destra tra Zollin e Klossow. Con questa manovra il re era riuscito a posizionarsi tra il corpo di Rumjantsev, fermo a Schwedt, e il grosso dei russi di Fermor, ed era in grado di attaccare in successione le masse separate del nemico. Il generale Fermor apprese del passaggio del fiume da parte dei prussiani troppo tardi e non poté in alcun modo contrastarlo; egli si affrettò invece ad abbandonare l'assedio di Küstrin e raggruppò le sue forze su posizioni difensive. Il generale russo schierò il suo fianco destro di fronte al fiume Mietzel, un affluente dell'Oder, mentre l'ala sinistra occupò i villaggi di Zorndorf e Quartschen, davanti alla foresta di Drewitz, il traino dell'armata e i carri del vettovagliamento furono dislocati ad alcuni chilometri di distanza verso sud-est, a Klein-Cammin con la scorta di 4 000 soldati. Il generale Fermor si aspettava un attacco da ovest, proveniente dal villaggio di Kutzdorf, ma in realtà i progetti di Federico erano completamente diversi.

## La battaglia

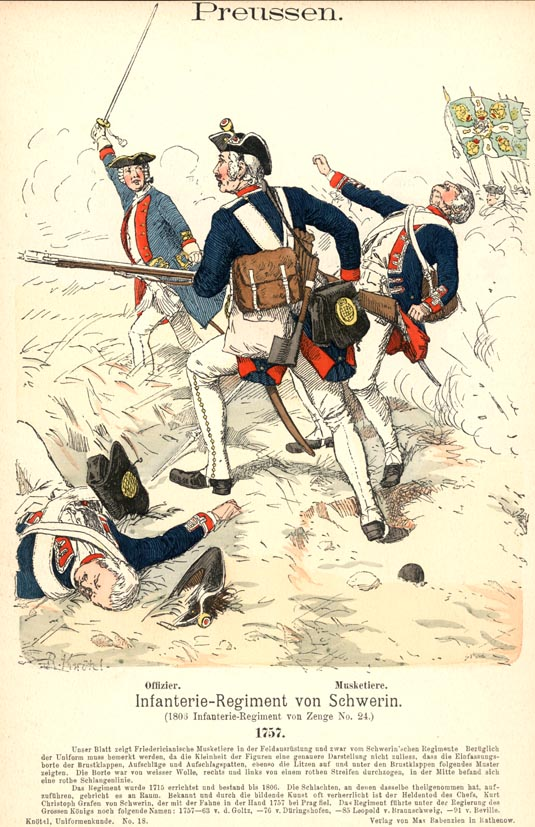
Fanteria di linea prussiana all'attacco.

### Manovra aggirante di Federico
Dopo aver sostato la mattina del 24 agosto, l'esercito prussiano riprese la marcia nel pomeriggio, superò il fiume Mietzel e si raggruppò tra i villaggi di Darmietzel e Neudamm; era intenzione di Federico effettuare un'ampia manovra aggirante sul fianco destro dei russi in direzione di Batzlow, la manovra presentava il pericolo di essere disturbata o bloccata dall'intervento del nemico durante il movimento su un terreno difficile, ma il re contava di avanzare al coperto della foresta di Zicher. Egli inoltre non aveva un'alta considerazione del nemico che riteneva guidato da ufficiali incapaci e composto da soldati impreparati, brutali e selvaggi; Federico, nonostante le sconfitte dei suoi luogotenenti in scontri precedenti e gli avvertimenti del suo consigliere di origini scozzesi James Francis Keith, sottovalutava grandemente la tenacia, l'ostinazione e la capacità di resistenza dei soldati russi. Il re era invece ottimista e risoluto; diede ordine alle truppe di dormire vestite, all'aperto senza attendamenti, e decise di iniziare la marcia di aggiramento alle ore 03.00 del primo mattino del 25 agosto

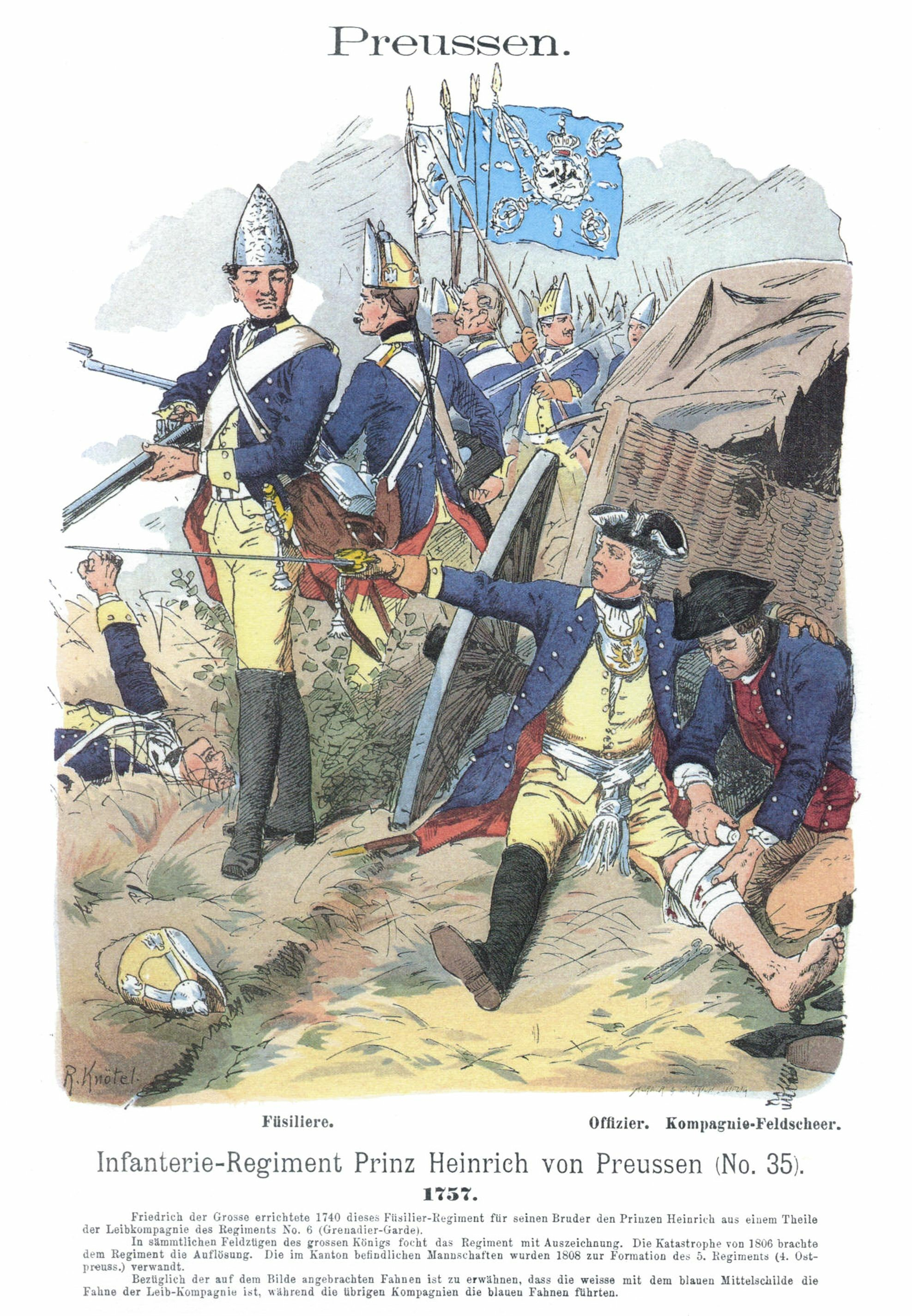
Granatieri e fucilieri prussiani.

Nel frattempo grazie alle informazioni fornite da un ussaro prussiano caduto prigioniero, il generale Fermor, già timoroso di possibili manovre a sorpresa del nemico, era venuto a conoscenza finalmente del movimento di aggiramento del re e in un primo momento estese il suo schieramento inviando un corpo d'osservazione a Zicher e Batzlow. Alle ore 03.00 l'esercito prussiano iniziò la marcia avvolgente diviso in tre colonne; Federico dirigeva personalmente la manovra e, dopo aver raggiunto Batzlow attraverso la foresta di Zicher, i soldati si avvicinarono a Wilkersdorf, lasciando sulla loro sinistra il presidio russo di Klein-Cammin. Le notizie dell'arrivo dei prussiani a Wolkersdorf allarmarono il generale Fermor che, avendo compreso che l'attacco nemico sarebbe arrivato da sud e non da ovest, effettuò una completa variazione del suo schieramento; la sinistra dei russi quindi si ritirò da Zorndorf e ripiegò su Quartschen, protetta dal vallone del Zaberngrund, mentre il fianco destro, già in parte ritirato, rafforzò la sua posizione di fianco al vallone del Langergrund. Schierato in uno spazio angusto, l'esercito russo aveva poco terreno a disposizione e quindi le truppe di distesero su due linee.
Dopo aver inizialmente ipotizzato un attacco ala sinistra nemica da Zicher, Federico nella mattinata modificò il suo piano e, a causa di difficoltà tattiche legate alla presenza del terreno paludoso, decise invece di sferrare l'attacco decisivo con la sua ala sinistra per cercare di avvolgere l'ala destra del generale Fermor che aveva ripiegato su Quartschen. L'esercito prussiano quindi continuò ad avanzare verso Wilkersdorf e Zorndorf che erano stati entrambi incendiati dai cosacchi. La manovra di Federico aveva già raggiunto importanti risultati strategici e la posizione dei russi appariva molto critica; l'esercito del generale Fermor infatti era compresso in uno spazio ristretto, separato dal traino dei rifornimenti rimasto a Klein-Cammin e con alle spalle il fiume Mietzel, di cui erano stati fatti saltare precedentemente i ponti.
Quindi i prussiani, anche senza sferrare un attacco in forze, avrebbero potuto attendere le decisioni dei russi; il generale Fermor poteva o effettuare una disastrosa ritirata verso la Polonia senza rifornimenti, oppure rischiare un attacco frontale alle forti posizioni nemiche. Tuttavia Federico, pur cosciente dalla vantaggiosa situazione, non intendeva aspettare la ritirata dei russi; dopo la sua riuscita manovra era sicuro di poter distruggere completamente l'esercito nemico, considerato inferiore e composto da soldati "barbari e selvaggi". Esasperato dalle notizie sulle devastazioni operate dai russi sul territorio prussiano occupato, il re era deciso ad attaccare e annientare l'esercito russo, apparentemente in grave difficoltà; Federico intendeva combattere una battaglia di distruzione e ordinò esplicitamente di non fare prigionieri.
Alle ore 08.00 l'esercito prussiano raggiunse le posizioni previste a sud di Zorndorf e Wilkersdorf e il re, dopo aver osservato lo schieramento nemico, confermò il suo progetto di attaccare, con movimento obliquo, l'ala destra dei russi, mentre il centro e l'ala sinistra sarebbero stati agganciati da attacchi frontali. Federico disponeva di 25 000 fanti, 10 000 cavalieri e 193 cannoni, mentre le forze del generale Fermor erano composte da 36 000 fanti, 3 300 cavalieri, 3 000 cosacchi e 196 cannoni.

### Prima fase della battaglia
Arrivato a Zorndorf, Federico ordinò una conversione a destra e il suo esercito raggiunse, nascosto all'osservazione nemica dal fumo sollevato dagli incendi nei villaggi, le posizioni d'attacco, schierato su due linee. All'ala sinistra prussiana furono raggruppati l'avanguardia del generale Heinrich von Manteuffel e i quindici battaglioni del generale Hans von Kanitz, incaricati di sferrare l'attacco decisivo, mentre a ovest del vallone dello Zaberngrund si posizionarono gli squadroni di cavalleria del generale von Bieberstein e del generale Friedrich Wilhelm von Seydlitz. Sul centro e la destra prussiana, destinati secondo i piani ad un compito secondario, Federico assegnò il comando al generale Christoph zu Dohna, appoggiato sul fianco dai reparti di cavalleria del generale Ludwig von Schorlemer; due gruppi di 60 cannoni pesanti vennero posizionati a nord-ovest di Zorndorf, mentre altri 57 cannoni furono assegnati all'ala destra prussiana.

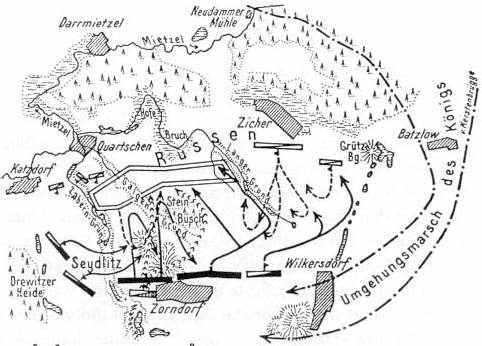
Mappa della battaglia di Zorndorf.

Per due ore, dalle ore 09.00 del 25 agosto, l'artiglieria prussiana aprì il fuoco sulle linee di fanteria russe con effetti distruttivi; completamente esposti, i soldati russi subirono perdite ma non mostrarono segni di cedimento e mantennero la coesione dei reparti. Intralciata dal fumo degli incendi e dalla polvere che ostacolavano la corretta individuazione dei bersagli, l'artiglieria russa in questa fase non poté controbattere in modo efficace il fuoco dei cannoni nemici. Dopo il bombardamento Federico diede ordine di iniziare l'attacco decisivo dei battaglioni dell'ala sinistra al comando dei generali von Manteuffel e von Kanitz, distanziati tra loro di trecento passi; alle ore 11.00 i prussiani diedero quindi inizio alla marcia di avvicinamento in ordine chiuso, ma la manovra non si effettuò con la precisione prevista ed alcuni errori tattici impedirono la corretta esecuzione dei piani studiati dal re.
Mentre i battaglioni del generale von Manteuffel avanzavano serrando verso lo Zaberngrund, seguiti dietro dal grosso del generale von Kanitz, il generale Dohna decise di muovere a sua volta in avanti, ma, deviando troppo verso destra, aprì un varco nello schieramento sul fianco destro di von Kanitz che quindi, trascurando i precisi ordini di Federico decise a sua volta di accostarsi sulla destra dove, a causa anche del terreno paludoso, i suoi reparti persero molta coesione. Di conseguenza la massa, che doveva concentrarsi tutta sulla sinistra, si distese in parte su una lunga linea verso il centro e perse la prevista forza d'urto. Inoltre, durante la marcia in direzione del nemico, l'artiglieria e i fucilieri russi aprirono il fuoco infliggendo sensibili perdite ai soldati di von Manteuffel che riuscirono comunque a guadagnare terreno in attesa dei previsti rinforzi di von Kanitz. Queste truppe tuttavia, avendo deviato verso il centro non erano più disponibili e, al contrario, a causa anche della scarsa visibilità per il fumo e la polvere, si trovarono esposte ad un pericoloso tiro incrociato della fanteria e dei cannoni russi, subirono gravi perdite e persero terreno.

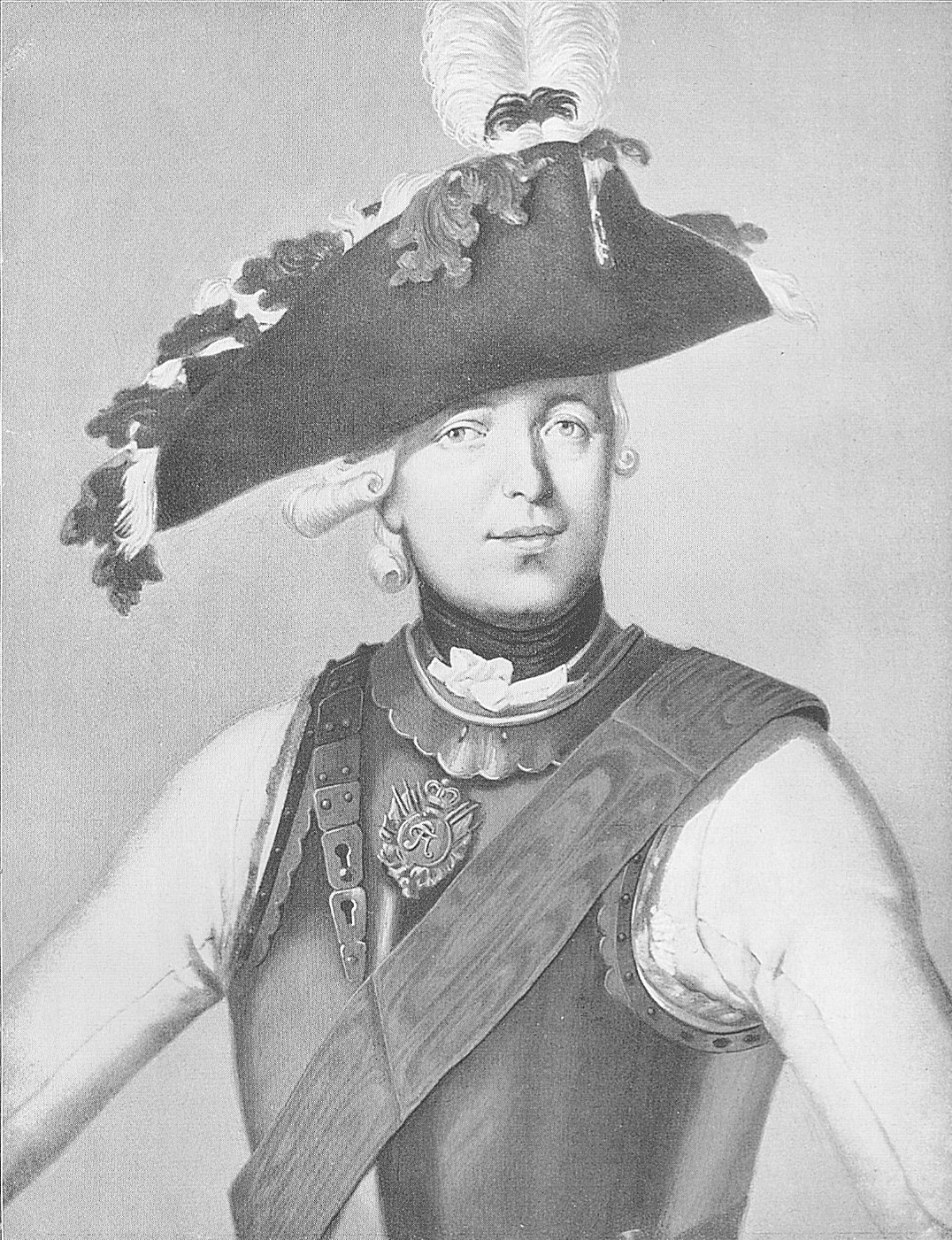
Il generale Friedrich Wilhelm von Seydlitz, abile comandante della cavalleria prussiana.

Il generale Fermor comprese le difficoltà in cui si trovavano i prussiani del generale von Manteuffel, isolati in avanti e privi di sostegno, e quindi decise di sferrare un attacco decisivo impegnando la cavalleria schierata sul suo fianco destro al comando del generale Gangreben. I cavalieri russi attaccarono di sorpresa sul fianco sinistro la fanteria prussiana del generale von Manteuffel e riuscirono a disgregare le forze nemiche; i prussiani, privi di aiuti e già sottoposti al fuoco dei russi, non riuscirono a contenere l'attacco della cavalleria e ripiegarono in disordine, abbandonando le posizioni momentaneamente conquistate. Il cedimento dell'ala sinistra si estese anche ad una parte delle forze del generale von Kanitz che a loro volta si ritirarono verso Zorndorf. Il successo della cavalleria, entusiasmò la fanteria russa che, alla vista della confusa ritirata dei prussiani, avanzò in massa, riconquistò il terreno perduto e si impadronì anche di alcune batterie di cannoni prussiani schierati in prima linea.
Federico, allarmato dalla disfatta della fanteria dell'ala sinistra, prese la decisione di contrattaccare subito con la cavalleria; in un primo momento furono gli squadroni del generale Bieberstein che, guidati dal principe Maurizio, caricarono i cavalieri russi del generale Gangreben e li respinsero contro la fanteria russa in avanzata che tuttavia, nonostante la confusione, mostrò grande tenacia e resistenza e respinse il primo assalto. A questo punto entrò in azione anche la cavalleria del generale von Seydlitz; gli squadroni attaccarono il fianco e le spalle del nemico dallo Zaberngrund; si accesero scontri aspri e sanguinosi nella pianura tra Zorndorf e il Fuchsberg. I soldati russi non riuscirono a schierarsi in quadrati ma combatterono in piccoli gruppi validamente e con grande coraggio; infine la fanteria iniziò a ripiegare in fuga verso Quarschen inseguita dai cavalieri del generale von Seydlitz. Ma il successo prussiano fu temporaneo; la cavalleria venne a sua volta arrestata da un nuovo schieramento di fanteria russa organizzato nelle retrovie con battaglioni di riserva e i resti delle truppe di prima linea. I cavalieri prussiani furono quindi fermati e, esausti, ritornarono verso Zorndorf.

### Seconda fase della battaglia

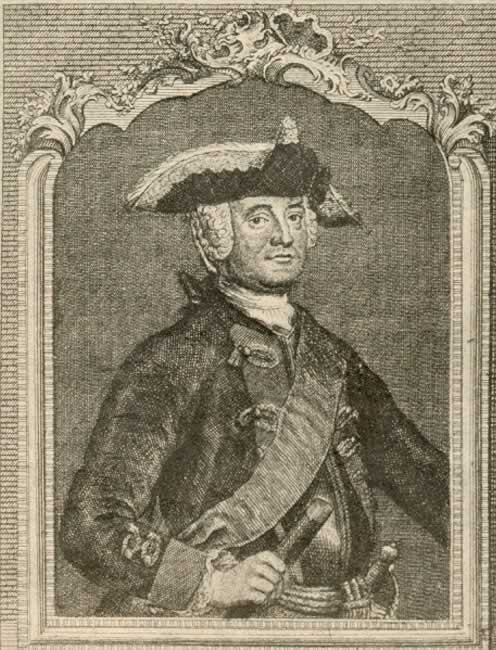
Il principe Maurizio di Anhalt-Dessau, uno dei principali luogotenenti di Federico il Grande.

La disfatta della fanteria prussiana dell'ala sinistra impressionò Federico che diede segno di grande eccitazione e nervosismo al suo quartier generale durante l'incontro con il principe Maurizio e il generale von Bülow; pur costernato e preoccupato, il re cercò di organizzare un nuovo schieramento e riprendere gli attacchi. Mentre i cavalieri del generale von Seydlitz avrebbero dovuto trattenere con le loro sole forze il centro e la destra dei russi, il centro prussiano sarebbe stato ricostituito con i resti delle truppe dei generali von Manteuffel e von Kanitz; l'attacco principale questa volta sarebbe stato sferrato contro l'ala sinistra russa nel settore di Zicher con i reparti del generale zu Dohna.
Alle ore 15.00 i prussiani iniziarono il nuovo attacco, energicamente sollecitati dal principe Maurizio, ma quasi subito vennero contrattaccati dalla cavalleria russa del generale Demiku; colti di sorpresa i prussiani furono in difficoltà, una batteria di cannoni organizzata da Federico per rafforzare l'ala destra venne momentaneamente travolta, alcuni reparti furono accerchiati. Nel complesso tuttavia la fanteria prussiana si difese con valore e disciplina, respingendo infine i cavalieri russi che vennero a loro volta respinti dall'intervento della cavalleria prussiana; i cannoni vennero riconquistati e rimessi in funzione. Inoltre un nuovo attacco diversivo dei cavalieri del generale von Seydlitz in direzione del fianco destro e del centro russo a nord-ovest dello Steinbusch, pur sostanzialmente fallito di fronte al fuoco dei fucilieri russi e per l'esaurimento e la stanchezza dei prussiani, riuscì comunque a trattenere i russi, dando tempo alla fanteria prussiana di riprendere l'attacco sul fianco sinistro nemico.

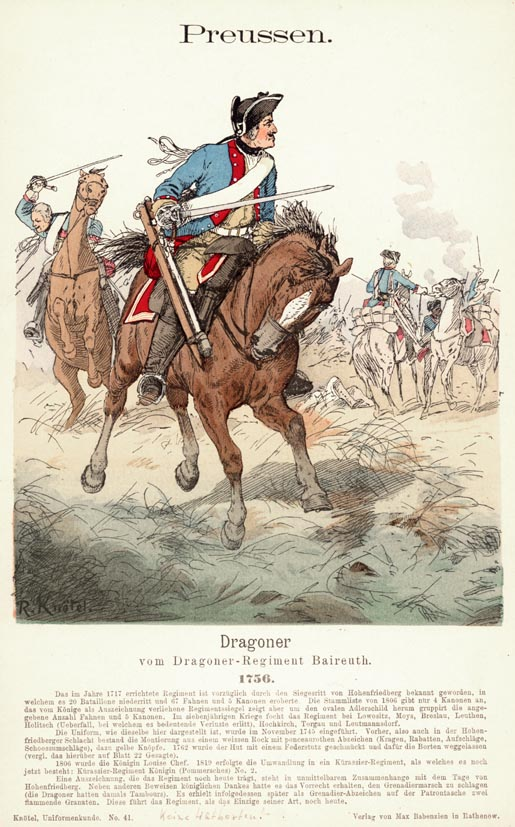
dragoni prussiani

Nel settore del Langergrund i prussiani del generale Dohna ritornarono quindi all'attacco, ma la fanteria russa si difese con grande tenacia, gli scontri divennero sempre più confusi e cruenti, i due schieramenti persero molta coesione e la battaglia degenerò in una serie di sanguinosi combattimenti all'arma bianca tra gruppi frazionati. Lo stesso Federico si porta a cavallo sulla prima linea sotto il fuoco, per osservare la situazione e dirigere l'attacco. Dopo fasi di grande violenza, i fanti prussiani, più disciplinati e addestrati, riuscirono ad ottenere qualche successo, e alle ore 18.00 i russi iniziarono a ripiegare verso l'Hofenbruck e verso Quartschen. I prussiani avanzarono lentamente in direzione nord-ovest e attaccarono lo schieramento centrale del nemico, mentre il comando russo fece ritirare l'ala sinistra verso nord-est e con il grosso delle forze arretrò verso il Galgengrund.

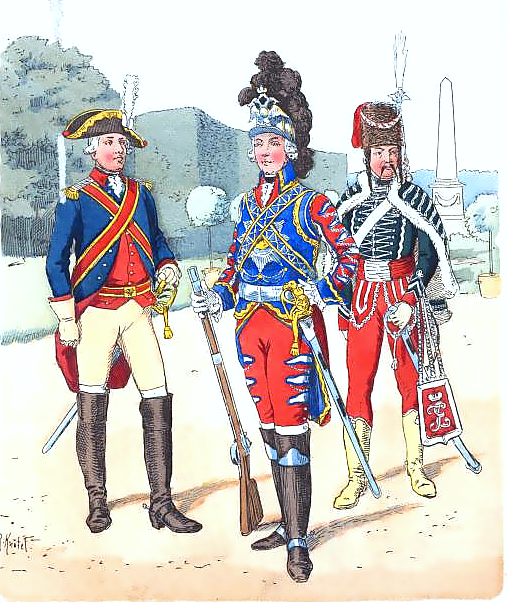
Uniformi dell'esercito russo.

Dopo un ultimo tentativo fallito dei prussiani di sfondare le linee russe, alle ore 20.00 i violenti e sanguinosi combattimenti continuavano da diciotto ore senza risultati decisivi per nessuna delle due parti; Federico, cosciente dell'esaurimento delle sue truppe e dei rischi di un ulteriore prolungamento degli scontri, decise di interrompere la battaglia ed organizzare gli accampamenti per la notte tra l'Hofenbruck e il Langergrund. Il generale Fermor, dopo aver osservato l'arretramento dei prussiani, decise a sua volta di modificare il suo schieramento e dopo aver rinunciato a dirigere su Klein-Cammin, posizionò le sue truppe a Zorndorf dove raccolse sbandati e feriti, mentre sul campo di battaglia saccheggiatori e cosacchi depredavano i cadaveri e i feriti gravi.
Nonostante i ripetuti attacchi, Federico non era riuscito a distruggere l'esercito russo e la situazione tattica era favorevole al generale Fermor, mentre i prussiani si trovavano tagliati fuori da Küstrin. Il giorno seguente, dopo un breve scontro di artiglierie, fallirono alcuni abboccamenti tra le due parti per la raccolta dei feriti e la sepoltura dei morti; Federico rifiutò ogni concessione e l'operazione venne eseguita brutalmente dai prussiani che non risparmiarono i feriti russi e ammucchiarono in fosse comuni cadaveri e moribondi. Nella notte del 26-27 agosto il generale Fermor si diresse, dopo aver abbandonato Zorndorf, a Klein-Cammin dove arrivò in ordine con i feriti e il traino dell'armata; i prussiani non cercarono di intralciare il movimento dell'esercito russo.
Il 31 agosto l'armata russa iniziò la ritirata definitiva verso Landsberg dove si ricongiunse con le truppe del generale Rumjantsev; la propaganda prussiana, di fronte al ripiegamento nemico, poté quindi sbandierare il conseguimento di una grande vittoria, ma realisticamente Federico ammise con il fratello Enrico le grandi difficoltà della battaglia, le sanguinose perdite, la tenacia e il coraggio dei soldati russi, il cedimento di alcuni reparti prussiani dell'ala sinistra. Il re decise di inviare all'inseguimento dei russi solo una parte delle sue truppe al comando del generale von Manteuffel; preoccupato dalla situazione delle operazioni in Sassonia, egli decise di abbandonare il fronte orientale e di recarsi subito a sud per contrastare le armate austriache del feldmaresciallo von Daun.

## Bilancio e conseguenze
La battaglia venne descritta da alcuni contemporanei come uno degli scontri più sanguinosi del XVIII secolo, le perdite russe raggiunsero circa il 50% delle forze impegnate con 18 000 morti e feriti e circa 2 000 prigionieri; anche i prussiani uscirono fortemente indeboliti dai combattimenti dove subirono il 30% di perdite con 11 000 morti e feriti e 2 000 dispersi e prigionieri. Fu in questa occasione che il sovrano prussiano ammise le qualità di combattenti dei suoi avversari pronunciando la crudele frase 
Dal punto di vista strategico la battaglia fu un parziale successo per Federico che riuscì, pur senza distruggere completamente il nemico come progettato, ad arrestarne l'avanzata e costringerlo ad una lenta ritirata. Il generale Fermor infatti decise, nonostante l'indebolimento prussiano dopo la partenza di Federico e del grosso del suo esercito verso la Sassonia, di continuare a ritirarsi di fronte alle deboli forze rimaste al comando del generale zu Dohna. Dopo la fine dell'assedio di Kolberg in ottobre, i russi rientrarono definitivamente in Polonia l'8 novembre 1758, dove stabilirono i loro quartieri invernali. Alla fine della campagna del 1758 l'esercito della zarina manteneva solo il possesso della Prussia orientale anche se i soldati russi avevano dato prova di grande resistenza e coraggio. Federico, dopo la sanguinosa battaglia di Zorndorf, fu impegnato in Sassonia e in Slesia per affrontare l'esercito austriaco del feldmaresciallo von Daun; il re subì un grave insuccesso alla battaglia di Hochkirch il 14 ottobre ma grazie agli errori e alle incertezze dei suoi avversari, alla sua abilità e alla disciplina dei suoi soldati mantenne il possesso delle due regioni dove si acquartierarono per l'inverno le truppe prussiane. Federico raggiunse Dresda il 20 novembre.